# Alexeter innoxius
Alexeter innoxius är en stekelart som först beskrevs av Cresson 1879.  Alexeter innoxius ingår i släktet Alexeter och familjen brokparasitsteklar. Inga underarter finns listade i Catalogue of Life.